# Бабич, Антал
А́нтал Ба́бич (венг. Babics Antal; 4 августа 1902, Ловаспатона — 17 января 1992, Будапешт) — венгерский хирург, действительный член и академик-секретарь отделения медицинских наук Академии наук Венгрии (1951), иностранный член Академии медицинских наук СССР (1965).
Окончил Будапештский медицинский институт (1927). С 1929 года работал в урологической клинике Будапештского медицинского института, в 1945—1974 годах являлся её директором. С 1940 года — доцент, с 1945 года — профессор.
Автор 11 монографий и около 200 научных работ по урологии и нефрологии. Член Международного общества хирургов, Международного урологического общества, почётный член Польского урологического общества. Главный редактор журнала «Acta Chirurgica Hungarica».
С 1950 года возглавлял профильный профсоюз в отрасли здравоохранения. Был депутатом Государственного собрания Венгрии. С 27 октября по 3 ноября 1956 года входил в состав второго правительства Имре Надя в качестве министра здравоохранения (в этот период правительство нуждалось в новых кадрах, которые не были бы связаны с коммунистическим режимом, и профессор Бабич был востребован в этом качестве). Награждён двумя орденами Труда, орденом Венгерской Народной Республики 5-й степени.

## Сочинения
- Бабич А. Распознавание диагностических ошибок в ходе урологических операций = Megtéveszlö kóresetek intraoperative diagnózisa az urológiában / Пер. с венг. М. Талаши. — Будапешт: Изд-во АН Венгрии, 1984. — 163 с.[3]
- О проблеме камней мочеточника // Вестник хирургии. — 1956. — Т. 77, № 4. — С. 25.
- Clinical and theoretical pictures of some renal diseases. — Bdpst. 1964 (совм. с Renyi-Vamos F.).